# Proacidalia ashretha
Proacidalia ashretha är en fjärilsart som beskrevs av Evans 1912. Proacidalia ashretha ingår i släktet Proacidalia och familjen praktfjärilar. Inga underarter finns listade i Catalogue of Life.